# Ochrosis
Ochrosis är ett släkte av skalbaggar som beskrevs av Foudras 1860. Ochrosis ingår i familjen bladbaggar.
Släktet innehåller bara arten Ochrosis ventralis.